# Anthurium lineolatum
Anthurium lineolatum är en kallaväxtart som beskrevs av Luis Aloysius, Luigi Sodiro. Anthurium lineolatum ingår i släktet Anthurium och familjen kallaväxter. Inga underarter finns listade.